# Zuiqiang femminile
Il Zuiqiang femminile (女子圍棋最強戰), anche noto col nome inglese di Taiwan Female Strongest, è una competizione goistica per professionisti istituita nel 2015, organizzata dalla federazione goistica taiwanese e riservata alle professioniste.
Nel corso del secondo turno del tabellone delle perdenti della settima edizione di questo torneo è stata disputata, il 23 agosto 2021, la partita professionistica più lunga: Yang Zixuan 4p, giocando con Nero, ha vinto di 3,5 punti contro Zhang Kaixin 6p in 431 mosse.

## Formato
Lo Zuiqiang è organizzato dalla Haifong Qiyuan e dall'Associazione professionale cinese di Go, ed è sponsorizzato dalla Synmosa Biopharma.
Sino alla sesta edizione prevedeva la partecipazione di 16 goiste, professioniste e dilettanti, ridotte a 8 nelle edizioni successive.
Tutte le edizioni prevedono un formato a doppia eliminazione: le goiste sconfitte nel tabellone principale rientrano nel tabellone delle perdenti, e la finale è disputata su partita secca tra la vincente del tabellone delle vincenti e la vincente del tabellone delle perdenti.

## Albo d'oro

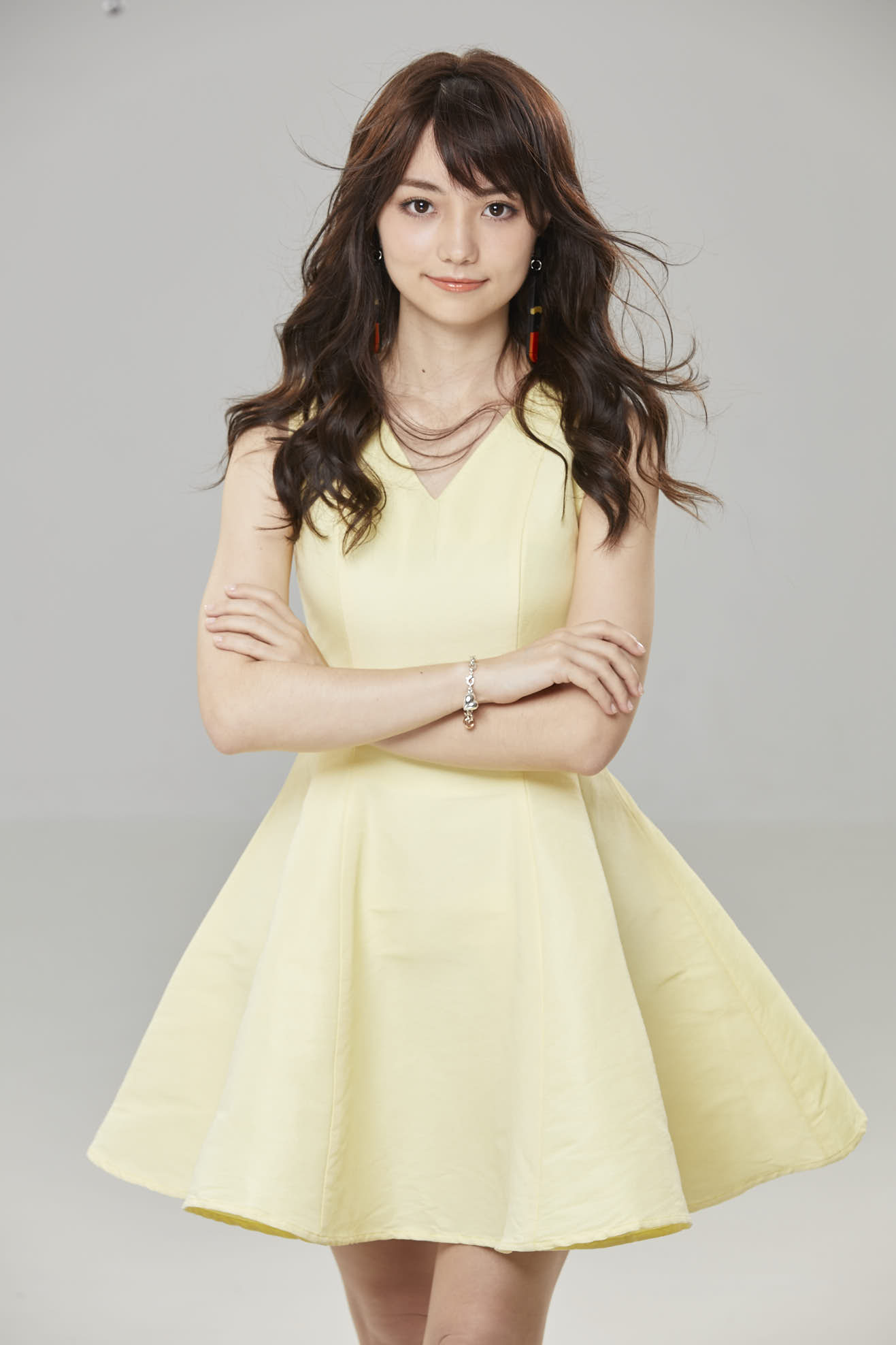
Hei Jiajia, vincitrice di quattro edizioni dello Zuiqiang femminile

| Edizione | Anno | Vincitore   | Finalista    |
| -------- | ---- | ----------- | ------------ |
| 1        | 2015 | Hei Jiajia  | Zhang Kaixin |
| 2        | 2016 | Hei Jiajia  | Yang Zixuan  |
| 3        | 2017 | Hei Jiajia  | Yu Lijun     |
| 4        | 2018 | Yu Lijun    | Bai Xinhui   |
| 5        | 2019 | Hei Jiajia  | Yang Zixuan  |
| 6        | 2020 | Yu Lijun    | Lu Yuhua     |
| 7        | 2021 | Lu Yuhua    | Su Shengfang |
| 8        | 2022 | Yang Zixuan | Lu Yuhua     |
| 9        | 2023 | Lin Yiting  | Lu Yuhua     |
| 10       | 2024 | Lu Yuhua    | Xie Yimin    |
| 11       | 2025 | Yang Zixuan | Lin Yiting   |